# 1960年のバレーボール
1960年のバレーボール（1960ねんのバレーボール）では、1960年（昭和35年）のバレーボール関連の出来事をまとめる。

## できごと
- ブラジル・リオデジャネイロにて、第4回バレーボール世界選手権男子大会、第3回女子大会が開催。男子はソビエト連邦が2大会ぶり3回目、女子はソビエト連邦が3連覇を飾った。

## 国際大会
- 世界選手権（ブラジル・リオデジャネイロ）
  - 男子（10月28日-11月11日）
    - 金メダル： ソビエト連邦
    - 銀メダル： チェコスロバキア
    - 銅メダル： ルーマニア

  - 女子（10月28日-11月15日）
    - 金メダル： ソビエト連邦
    - 銀メダル： 日本
    - 銅メダル： チェコスロバキア

## 国内大会

### 日本
- 全日本総合選手権
  - 男子6人制
    - 決勝：日本鋼管 3-1 八幡製鉄

  - 女子6人制
    - 決勝：日紡貝塚 3-0 倉敷紡

  - 男子9人制
    - 決勝：日本鋼管 2-0 明治大学

  - 女子9人制
    - 決勝：日紡貝塚 2-1 倉紡倉敷

- 第9回全日本都市対抗
  - 男子
    - 1位：八幡製鉄
    - 2位：日本鋼管
    - 3位：松下電器、住金小倉

  - 女子
    - 1位：倉紡倉敷
    - 2位：日紡貝塚
    - 3位：ヤシカ諏訪、ヤシカ本社

## 誕生
- 1月5日 - 三橋栄三郎
- 1月18日 - ジャン・パオロ・モンターリ
- 4月23日 - 藤田幸光
- 5月20日 - フィリップ・ブラン
- 7月12日 - 野口京子
- 9月23日 - 奥野浩昭
- 10月8日 - アンドレア・アナスタージ
- 10月28日 - 利部陽子
- 11月3日 - カーチ・キライ
- 12月10日 - 郎平